# Chad Wicks
Chad Wicks (Mason City (Iowa), 6 maart 1978) is een Amerikaans professioneel worstelaar, die bekend was in de World Wrestling Entertainment (WWE) als Chad Dick.

## In worstelen
- Finishers
  - Diving Leg Drop

- Signature moves
  - Double fireman's carry flapjack

## Erelijst
- WA Superstars of Wrestling
  - AWA World Tag Team Championship (1 keer met GQ Gallo)

- Chaotic Wrestling
  - CW Heavyweight Championship (1 keer)
  - CW New England Championship (2 keer)

- Ohio Valley Wrestling
  - OVW Heavyweight Championship (1 keer)
  - OVW Southern Tag Team Championship (1 keer met Tank Toland)